# Kiyohiko Azuma
Pour les articles homonymes, voir Azuma (homonymie).
Kiyohiko Azuma (あずま きよひこ, Azuma Kiyohiko) (nom de naissance, Kiyohiko Azuma (東 清彦, あづま きよひこ), est un dessinateur de manga japonais. Il est né le 27 mai 1968 à Takasago dans la préfecture de Hyōgo, au Japon.
Il est principalement connu pour son yonkoma manga Azumanga Daioh, dont le succès mène à une adaptation en série télévisée d'animation.

## Biographie
Kiyohiko Azuma est né le 27 mai 1968 à Takasago.
Il étudie[Quand ?] à l’École Supérieure de Kakogawa-Est et à l'Université de Design de Kobe.
Il commence [Quand ?] dans des parodies de personnages populaires de séries animées — aniparo, contraction de animation et parodie, souvent sous forme de doujinshi — et publie notamment A-Zone en 1993, parodie de Sailor Moon. Sous le pseudonyme Jouji Jonokuchi (序ノ口譲二), il publie du hentai et travaille au design de personnages de jeux vidéo pour adultes.
Azuma utilise les hiragana « あずま きよひこ » pour signer ses œuvres et passe à la comédie avec en 1998 Wallaby (わらびー), un avant-goût de son premier grand succès, Azumanga Daioh (あずまんが大王) publié de 1999 à 2002, sous forme de yonkoma, bande dessinée de quatre cases verticales. En 2001, il publie un oneshot Try! Try! Try! (ととと), qui influencera Yotsuba & ! (よつばと！) publié à partir de 2003 et qui rencontre à nouveau le succès. En 2011 il publie un aniparo Azumanga - Recycle (あずまんがリサイクル) et le chara-design de  Mahō Yūgi (魔法遊戯) : l'ONA Magical Play (en) de 24 épisodes, puis de son OAV Magical Play 3D.

## Œuvre

### Dōjinshi
- 1993 : A-Zone ; en 5 volumes[BU 1].

### Manga
- 1997 :
  - Kateikyoushi Nami: Ganbatte (家庭教師菜美 がんばって?) ; publié en 1 volume[BU 2].
  - Kateikyoushi Nami: Motto Ganbatte (家庭教師菜美 もっとがんばって?) ; publié en 1 volume[BU 3].
  - Inma no Ranbu (淫魔の乱舞?) (recueil) ; publié en 1 volume chez Shobunkan[BU 4].
- 1998 : Wallaby (わらびー?), pré publié dans le magazine Game-jin ; publié en 1 volume chez MediaWorks[BU 5].
- 1999 : Azumanga Daioh (あずまんが大王, Azumanga Daiō?), pré publié dans le magazine Comic Dengeki Daioh ; 4 volumes publiés chez Media Works[BU 6]. Publié en français chez Kurokawa en 4 volumes entre 2005 et 2006.
- 2001 :
  - Azumanga - Recycle (あずまんがリサイクル, Azumanga risaikuru?) ; 1 volume publié chez MediaWorks[BU 7].
  - Try! Try! Try! (ととと?)[BU 8].
- 2003 : Yotsuba & ! (よつばと！, Yotsuba to!?), pré publié dans le magazine Comic Dengeki Daioh ; 16 volumes (en cours) publiés chez Media Works[BU 9]. Publié en français chez Kurokawa à partir de 2006.
- 2009 : Azumanga Daioh - hoshū-hen (あずまんが大王 - 補習編?), pré publié dans le magazine Gessan ; 3 volumes publiés chez Shogakukan[BU 10].
- 2012 : Hiyoko no Aruki Kata (ヒヨコノアルキカタ?), pré publié dans le magazine Da Vinci ; 1 volume publié chez Media Factory[BU 9].

### Collectif
- 2009 : Osaka Expo - Azumanga Daioh 10th Anniversary Tribute (大阪万博?) ; publiés chez ASCII Media Works[BU 11].

## Réception
Plusieurs fois classé dans la liste des meilleures ventes de BD/Manga du journal américain The New York Times, pour Yotsuba & ! notamment.

### Récompenses
- 2016 : Grand prix du 20e Prix culturel Osamu Tezuka pour Yotsuba & ![5],[6]

## Sources
- (en + de + fr + ja) Masanao Amano, Manga Design, Cologne, Taschen, coll. « Mi », 15 mai 2004, 576 p., 19,6 cm × 24,9 cm, broché (ISBN 978-3-8228-2591-4, présentation en ligne), p. 44-47édition multilingue (1 livre + 1 DVD) : allemand (trad. originale Ulrike Roeckelein), anglais (trad. John McDonald & Tamami Sanbommatsu) et français (trad. Marc Combes)